# Ryan-Gletscher
Der Ryan-Gletscher ist ein 3 km langer Gletscher auf Südgeorgien. Er fließt in westlicher Richtung zum Kopfende des Eisfjords.
Teilnehmer der Zweiten Deutschen Antarktisexpedition (1911–1912) unter der Leitung Wilhelm Filchners kartierten ihn und benannten ihn typographisch falsch als Penk-Gletscher nach dem deutschen Geographen und Geologen Albrecht Penck. Da bereits der Penck-Gletscher im antarktischen Prinzregent-Luitpold-Land und der Albrecht-Penck-Gletscher im antarktischen Viktorialand entsprechend benannt sind, entschied sich das UK Antarctic Place-Names Committee im Jahr 1957 zu einer Umbenennung, um Verwechslungen zu vermeiden. Namensgeber der Neubenennung ist Alfredo Roberto Lucio Ryan (1902–1990), ab 1946 Präsident der in Grytviken ansässigen Walfanggesellschaft Compañía Argentina de Pesca.